# Julia Fischer

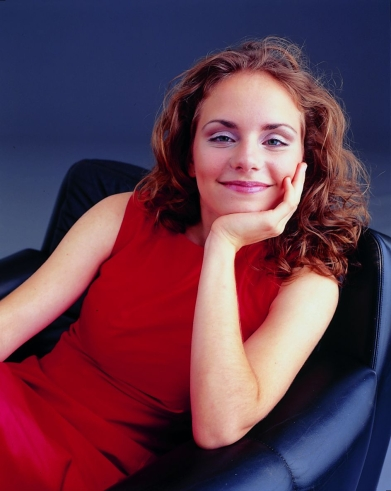
Julia Fischer

Julia Fischer, född 15 juni 1983 i München, är en tysk violinist. Hon är även professionell pianist men spelar sällan piano för publik.
Julia Fischers mor tillhörde den tyska minoriteten i Slovakien och flyttade till Tyskland 1972. Samma år flyttade Fischers far till Västtyskland från Sachsen i DDR. 
Fischer har arbetat med internationellt erkända dirigenter och med många orkestrar från olika länder. Hon har uppträtt i de flesta länder i Europa, liksom i USA, Brasilien och Japan. Hennes konserter har visats på internationell TV. 
Den 1 januari 2008 spelade hon för första gången piano för en publik vid Alte Oper i Frankfurt. Hon framförde Edward Griegs pianokonsert i a-moll tillsammans med Junge Deutsche Philharmonie och konserten har visat i bland annat svensk TV. Vid samma tillfälle spelade hon Camille Saint-Saëns tredje violinkonsert.